# 托克逊县
托克逊县 （维吾尔语：توقسۇن ناھىيىسى）是中国新疆维吾尔自治区吐鲁番市所辖的一个县。
其地古称笃进，高昌國四十六镇之一。回鹘语音名为Toqsïn，由回鹘语转换回汉语，又有托逊、托克逊、他古新、托克三等汉译名:33。位于新疆维吾尔自治区中东部，天山南麓，吐鲁番盆地西部。东与高昌區为邻，南与巴音郭楞州尉犁县相接，西与巴州的和硕、和静县相连，北与乌鲁木齐市毗邻。县城托克逊镇距乌鲁木齐市公路里程162公里。

## 歷史
- 清光绪十二年（1886年），托克逊划为吐鲁番直隶厅的西乡。
- 民国二十五年（1936年）设托克逊县，隶焉耆行政区。
- 民国二十七年（1938年）改隶迪化行政区。
- 1958—1969年由新疆维吾尔自治区直辖。
- 1970—1974年隶属乌鲁木齐市。
- 1975年后隶属于吐鲁番地区。县府驻托克逊镇。

## 人口
根据第七次人口普查数据显示常住人口为134235人。
2020年9月，托克遜縣總人口14.8萬人，由維吾爾、漢、回等22個民族構成。主要民族为维吾尔族。

## 地理
托克逊县总面积16171.47平方公里。三面山地环绕，西、北面高而东部低，盆地自西北向东南倾斜的地貌特征，地势高低悬殊。主要有白杨河、阿拉沟等六大水系，全县水资源总量5.96亿立方米。托克逊县属典型大陆性暖温带荒漠气候，光热资源丰富，无霜期可达219天，降水量5.7毫米，年均风速8m/s，素有“风库”之称。

## 行政区划
托克逊县下辖7个镇、1个乡：
托克逊镇、库米什镇、克尔碱镇、阿乐惠镇、伊拉湖镇、夏镇、博斯坦镇和郭勒布依乡。

## 交通
托克逊县是古丝绸之路上的著名驿站。
- 314国道过境。

## 旅游
有怪石岭景区，白杨河公园，杏花时还有杏花节等活动。

### 全国重点文物保护单位
- 古代吐鲁番盆地军事防御遗址

## 教育
托克逊第一小学（又名托克逊中心小学）、托克逊第二小学、托克逊一中（初中）、托克逊二中（高中）。

## 气候
该县也是中华人民共和国地区年平均降雨量最少的地方，年平均降雨量只有5.9mm。此地降雨极少，且夏季温度较高，最高可达40℃～43℃。且气候干燥。春、秋季多风，刮风时多尘土飞扬。昼夜温差较大。

## 特产
托克逊拉条子：一种拌面，圆形的拉面。有“新疆第一面”的说法。